# Fangensis leclerci
Espèce
Fangensis leclerci est une espèce d'opilions cyphophthalmes de la famille des Stylocellidae.

## Distribution
Cette espèce est endémique de la province de Chiang Mai en Thaïlande. Elle se rencontre à Chiang Dao dans la grotte Tham Klaeb Yai.

## Description
Le mâle holotype mesure 3,2 mm.
Les mâles mesurent de 2,91 à 3,13 mm et les femelles de 3,07 à 3,24 mm.

## Étymologie
Cette espèce est nommée en l'honneur de Philippe Leclerc.

## Publication originale
- Rambla, 1994 : « Un nouveau Cyphophthalme du sud-est asiatique, Fangensis leclerci n. gen. n. sp. (Opiliones, Sironidae). » Memoires de Biospeologie, vol. 21, p. 109-114.